# Sidney Altman
Sidney Altman (Montreal, 7 de maio de 1939 – Rockleigh, 5 de abril de 2022) foi um bioquímico canadense e estadunidense.
Recebeu o Nobel de Química de 1989, juntamente com Thomas Cech, pelo descobrimento das propriedades catalíticas do ácido ribonucleico (ARN). Ambos os investigadores da Universidade de Yale demonstraram que o ARN é o suporte químico da herança genética, intervindo nas reações químicas que possibilitaram o aparecimento da vida na terra.

## Formação
Obteve licenciatura em física no MIT, em 1960. Passou 18 meses como estudante de graduação em física na Universidade de Colúmbia e posteriormente obteve um PhD em bioquímica na Universidade do Colorado, em 1967.

## Trabalho agraciado com o Nobel
Recebeu o Nobel de Química de 1989, por descobrir as propriedades catalíticas da ribozima RNase P. RNase P é uma partícula de proteína ribonucléica que consiste tanto em molécula de ARN estrutural bem como em uma (nos procariontes) ou mais (nos eucariontes) proteínas. Durante experimentos nos quais o complexo foi reconstituído em tubos de ensaio, Sidney Altman e seu grupo descobriram que a molécula de ARN sozinha era suficiente para a atividade catalítica observada, o que significava que o ARN por si só tinha propriedades catalíticas. Esta foi a descoberta que lhe garantiu o prêmio Nobel. Apesar de o complexo de RNase P também existir em organismos eucariotas, seu trabalho posterior revelou que nestes organismos as subunidades de proteínas do complexo são essenciais à atividade catalítica, em contraste com a RNase P bacteriana.

## Morte
Altman morreu em 5 de abril de 2022, em Rockleigh, Nova Jersey, após uma longa doença.